# Kathleen Kenyon

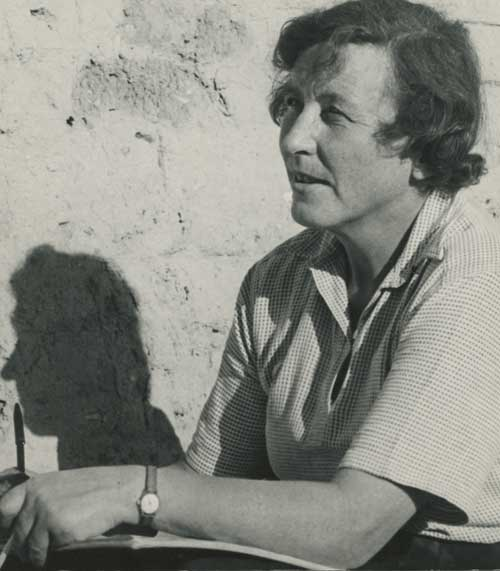
Kathleen Kenyon

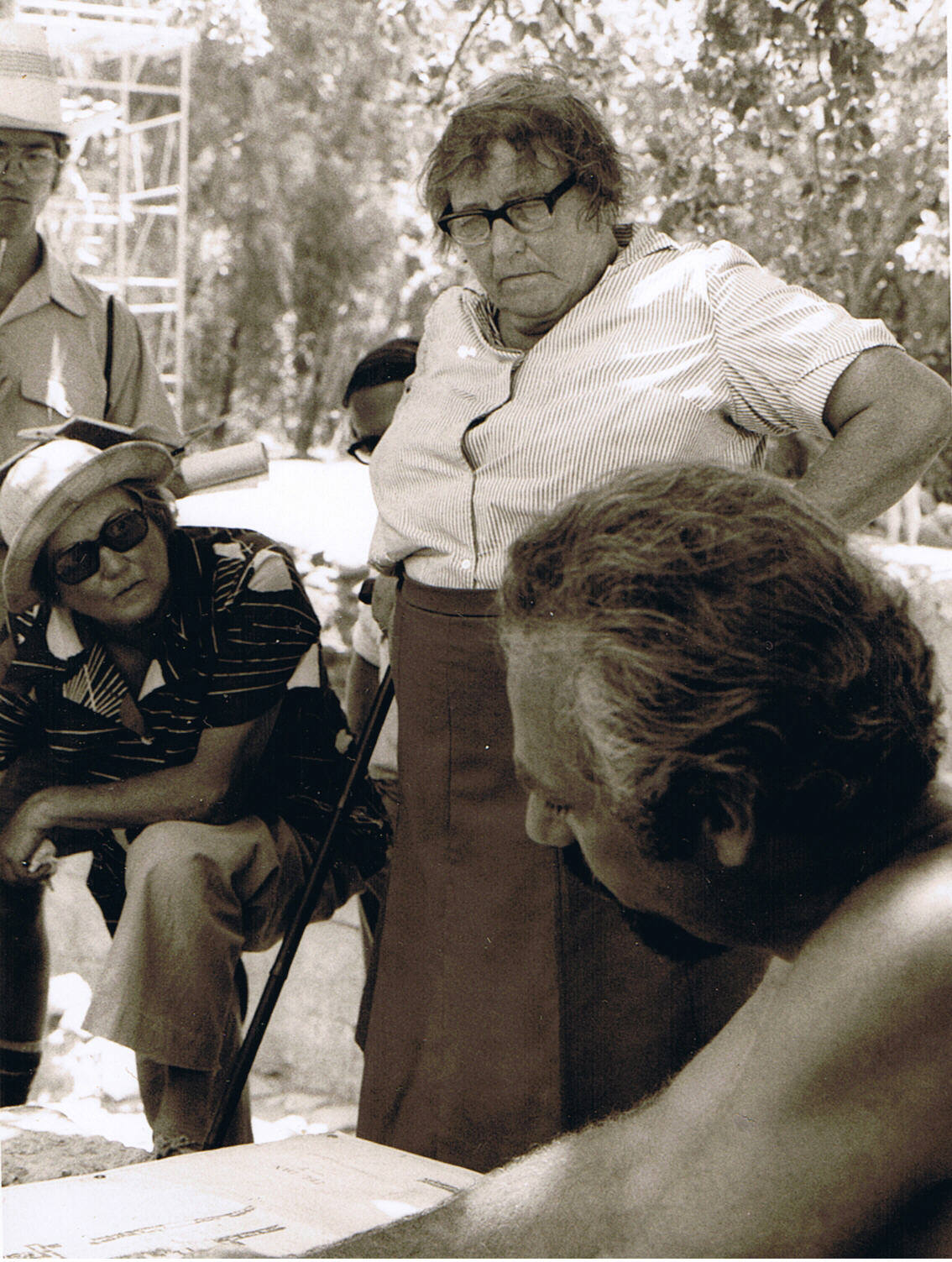
Kathleen Kenyon, 1977

Dame Kathleen Mary Kenyon (* 5. Januar 1906 in London; † 24. August 1978 in Wrexham) war eine britische Archäologin.

## Leben und Wirken
Kathleen Kenyon war die älteste Tochter von Frederic G. Kenyon, einem Papyrologen und von 1909 bis 1930 Direktor des British Museum. Sie studierte in den 1920er Jahren am Somerville College der University of Oxford.
Ihre ersten archäologischen Erfahrungen sammelte sie 1929 bei den Grabungen von Gertrude Caton-Thompson zur Erforschung von Groß-Simbabwe. Sie kehrte anschließend nach England zurück und beteiligte sich von 1930 bis 1935 an den Ausgrabungen von Mortimer Wheeler in Verulamium, dem römischen St Albans nördlich von London. Dort übernahm sie die Leitung der Ausgrabungen des römischen Theaters. Daneben arbeitete sie von 1931 bis 1934 mit John Crowfoot (1873–1959) in Samaria, das zum britischen Mandatsgebiet Palästina gehörte. Dort begann sie die Methode der Stratigraphie konsequent anzuwenden und legte die Eisen-II-Schicht, also die römische Besiedlungsperiode, frei. Sie trug damit entscheidend zur Entwicklung der gesamten Palästinaarchäologie bei, indem sie zuverlässige Methoden und Daten bereitstellte.
1934 gründete sie mit der Familie Wheeler das Institute of Archaeology am University College London. Von 1936 bis 1939 unternahm sie Ausgrabungen an der Jewry Wall in Leicester. Während des Zweiten Weltkriegs diente sie als Divisional Commander beim Roten Kreuz in Hammersmith. Gleichzeitig führte sie ihre archäologische Arbeit weiter als Sekretärin und Direktorin am Institute of Archaeology der Universität London.
Nach dem Krieg unternahm sie verschiedene Ausgrabungen in Großbritannien (Southwark, Wrekin, Shropshire u. a.) und zugleich in der römischen Stadt Sabratha in Libyen. Da sie bereits vor dem Krieg Mitglied des Rates der British School of Archaeology in Jerusalem (BSAJ) war, übernahm sie die Aufgabe, die Schule wieder zu eröffnen. Im Januar 1951 unternahm sie für die BSAJ Ausgrabungen in Jericho (Tell es-Sultan). Diese Arbeit, die bis 1958 andauerte, trug zu ihrer weltweiten Berühmtheit bei und begründete einen Wendepunkt in der Methodik der archäologischen Forschung. Hier wurden grundlegende Funde des Neolithikums gemacht. Gleichfalls konnten erste Hinweise auf den Beginn der Landwirtschaft gewonnen und eine außergewöhnliche ummauerte Siedlung freigelegt werden. Durch die konsequente Anwendung der stratigraphischen Erforschung, bei der die Erdschichten genau unterschieden wurden, war eine Einordnung der gefundenen Keramik möglich. So ergab sich eine Grundlage für die Entwicklung einer Chronologie der Geschichte Palästinas. Wiederum parallel veröffentlichte sie ihre Grabungsberichte zu Samaria. Von 1961 bis 1967 wandte sich Kathleen Kenyon der Erforschung der Davidsstadt südlich der Jerusalemer Altstadt zu.
In ihren Forschungen zu Jericho fand insbesondere ihre Widerlegung der Datierung des Endes der vierten Stadt (City IV) durch John Garstang Aufmerksamkeit. Garstang identifizierte in den 1930er Jahren das Ende der vierten Stadt mit der biblischen Geschichte von Josua und datierte sie um 1400 v. Chr., also dem Ende der späten Bronzezeit. Kenyon dagegen datierte die Zerstörung auf um 1550 v. Chr. (Ende der mittleren Bronzezeit) und fand für die Zeit von 1400 v. keine Zeichen von Besiedlung. In den 1990er Jahren gab es erneut eine Kontroverse um die Datierung, als der amerikanische Archäologe Bryant G. Wood nach vergleichenden Untersuchungen nahöstlicher bronzezeitlicher Keramik und Neubewertung der Keramikfunde in Jericho die Ergebnisse von Kenyon in Zweifel zog und eine Zerstörung um 1400 v. Chr. für wahrscheinlich hielt. Später sprachen Radiokarbondatierungen der Getreidelager der Stadt IV aber gegen die Datierung von Wood und für die von Kenyon (Ende 17. oder frühes 16. Jahrhundert v. Chr.).
Parallel zu ihrer Ausgrabungstätigkeit war Kathleen Kenyon immer auch als Dozentin für Archäologie tätig. Von 1948 bis 1962 lehrte sie Archäologie der Levante am University College in London. Sie bildete mit dieser Verbindung von Lehre und Ausgrabung eine eigene Generation von britischen Archäologinnen und Archäologen aus.
Kathleen Kenyon wurde vielfach ausgezeichnet und erhielt 1973 den Order of the British Empire. Seit 1955 war sie Mitglied (Fellow) der British Academy.